# 最強兵器女子高生 RIKA
『最強兵器女子高生 RIKA』（さいきょうへいきじょしこうせい りか）は、2008年2月18日に公開された日本映画。

## 概要
2007年6月に撮影が行われた。当初は「最強女子高生リカVS最凶ゾンビグロリアン」という仮称が付けられていた。キャッチコピーは「放課後は、ゾンビ、ぶっ殺します……」。アップリンク・ファクトリー（単館上映）にて6日間限定で公開された。
主なロケ地は山梨県富士吉田市で、そのほかにゾンビ映画ということもあり、実際に心霊スポットでも行われている。ゾンビ集団（人役を当てている）との戦闘シーンでは殺陣を使ったアクションが取られている。

## あらすじ
ごく普通の高校生・リカ（工藤里紗）は、ある日学校をサボって2年前に家を出ていった祖父・隆平（きくち英一）の住む町へ行く。そこには無数のゾンビが徘徊していた。それらを潜り抜けなんとか祖父の別荘に辿り着いたが、その矢先ゾンビに襲撃されてしまった。それを見かねた天才外科医の隆平はリカに特殊な手術を施し、戦闘能力が強化された「RIKA」へと改造させる。そして、最強兵器女子高生となったリカは崇（山本剛史）やユウジ（河合龍之介）とともにゾンビ集団のボスである最凶ゾンビ・グロリアンの元へと向かう。

## キャスト
- 香坂リカ：工藤里紗
- 崇：山本剛史
- ナミ：南まい
- 白鳥サヤカ：長澤つぐみ
- トモヤ：上條公太郎
- ヒロシ：松浦祐也
- トオル：けーすけ
- 香坂隆平：きくち英一
- ユウジ：河合龍之介
- メイド：華沢レモン、芹沢明菜、新井美奈
- グロリアン：佳本周也
- ゾンビ：木村啓介、高橋良昭（キスキスバンバン）、阿久津紘平、伊藤佳範、川瀬忠行、村岡典文、渡辺真透、安藤清美、井上礼、菊池絵里子、千葉真美、藤岡範子 ほか

## スタッフ
- 監督 - 藤原健一
- アクション監督 - 坂口拓
- 製作 - 小林正人
- プロデューサー - 西健二郎、寺西正己
- 脚本 - 森角威之、藤原健一
- 撮影監督 - 田宮健彦
- 音楽 - 竹松秀人
- CG - 荒井豊
- ラインプロデューサー - 泉知良
- 特殊造型 - 清水博子
- 助監督 - 躰中洋蔵
- 制作 - フィルムワークスムービーキング
- 製作・配給 - GPミュージアムソフト

## 関連商品
- 最強兵器女子高生 RIKA ハードデザイン版（2008年7月25日、GPミュージアムソフト）
- 最強兵器女子高生 RIKA ソフトデザイン版（2008年7月25日、GPミュージアムソフト）